# Eriko Arakawa
Eriko Arakawa (荒川 恵理子, districte de Nerima, Tòquio, 30 d'octubre de 1979) és una futbolista japonesa. Juga d'ençà del 2018 amb el Chifure AS Elfen Saitama.

## Selecció del Japó
Va debutar amb la selecció del Japó el 2000. Va disputar 72 partits amb la selecció del Japó. Ha disputat Copa del Món de 2003, 2007, Jocs Olímpics d'estiu de 2004 i 2008.

## Estadístiques
| Selecció del Japó | Selecció del Japó | Selecció del Japó |
| Anys              | Partits           | Gols              |
| ----------------- | ----------------- | ----------------- |
| 2000              | 2                 | 0                 |
| 2001              | 0                 | 0                 |
| 2002              | 0                 | 0                 |
| 2003              | 13                | 5                 |
| 2004              | 10                | 5                 |
| 2005              | 0                 | 0                 |
| 2006              | 14                | 3                 |
| 2007              | 15                | 4                 |
| 2008              | 14                | 3                 |
| 2009              | 1                 | 0                 |
| 2010              | 0                 | 0                 |
| 2011              | 3                 | 0                 |
| Total             | 72                | 20                |